# Aspistor hardenbergi
Aspistor hardenbergi är en fiskart som först beskrevs av Kailola 2000.  Aspistor hardenbergi ingår i släktet Aspistor och familjen Ariidae. Inga underarter finns listade.